# Östasiatiska mästerskapet i fotboll för damer
Östasiatiska mästerskapet i fotboll för damer är en regional turnering för AFC:s östasiatiska damlandslag.

## Nationer
- Guam
- Hongkong
- Japan
- Kina
- Kinesiska Taipei
- Macao
- Mongoliet
- Nordkorea
- Nordmarianerna
- Sydkorea

## Resultat
| År   | Värdnation | Vinnare   | Tvåa      | Trea     | Fyra             |
| ---- | ---------- | --------- | --------- | -------- | ---------------- |
| 2005 | Sydkorea   | Sydkorea  | Nordkorea | Japan    | Kina             |
| 2008 | Kina       | Japan     | Nordkorea | Kina     | Sydkorea         |
| 2010 | Japan      | Japan     | Kina      | Sydkorea | Kinesiska Taipei |
| 2013 | Sydkorea   | Nordkorea | Japan     | Sydkorea | Kina             |
| 2015 | Kina       | Nordkorea | Sydkorea  | Japan    | Kina             |
| 2017 | Japan      | Nordkorea | Japan     | Kina     | Sydkorea         |
| 2019 | Sydkorea   | Japan     | Sydkorea  | Kina     | Kinesiska Taipei |
| 2022 | Japan      | Japan     | Kina      | Sydkorea | Kinesiska Taipei |